# 梅爾尼克縣

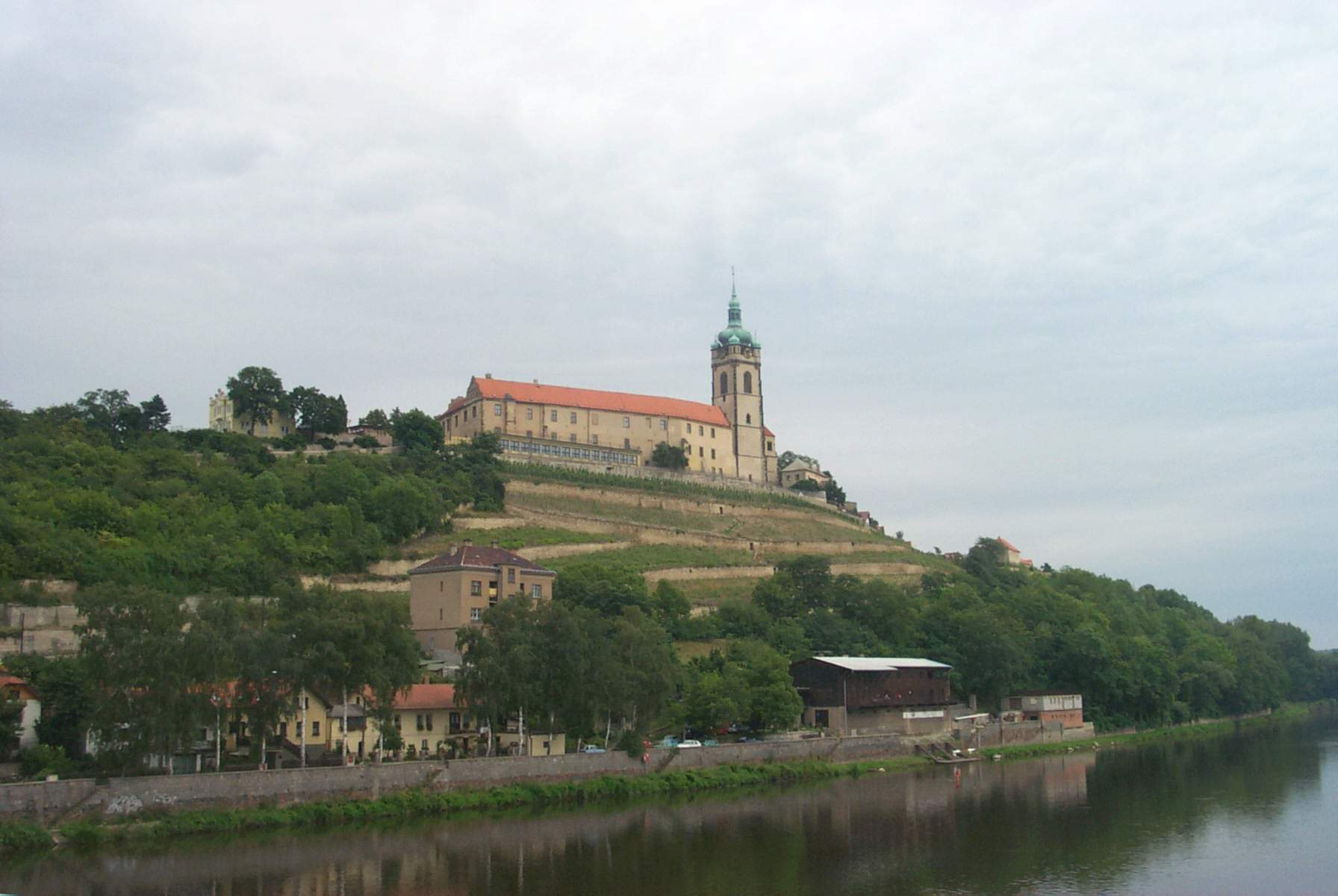

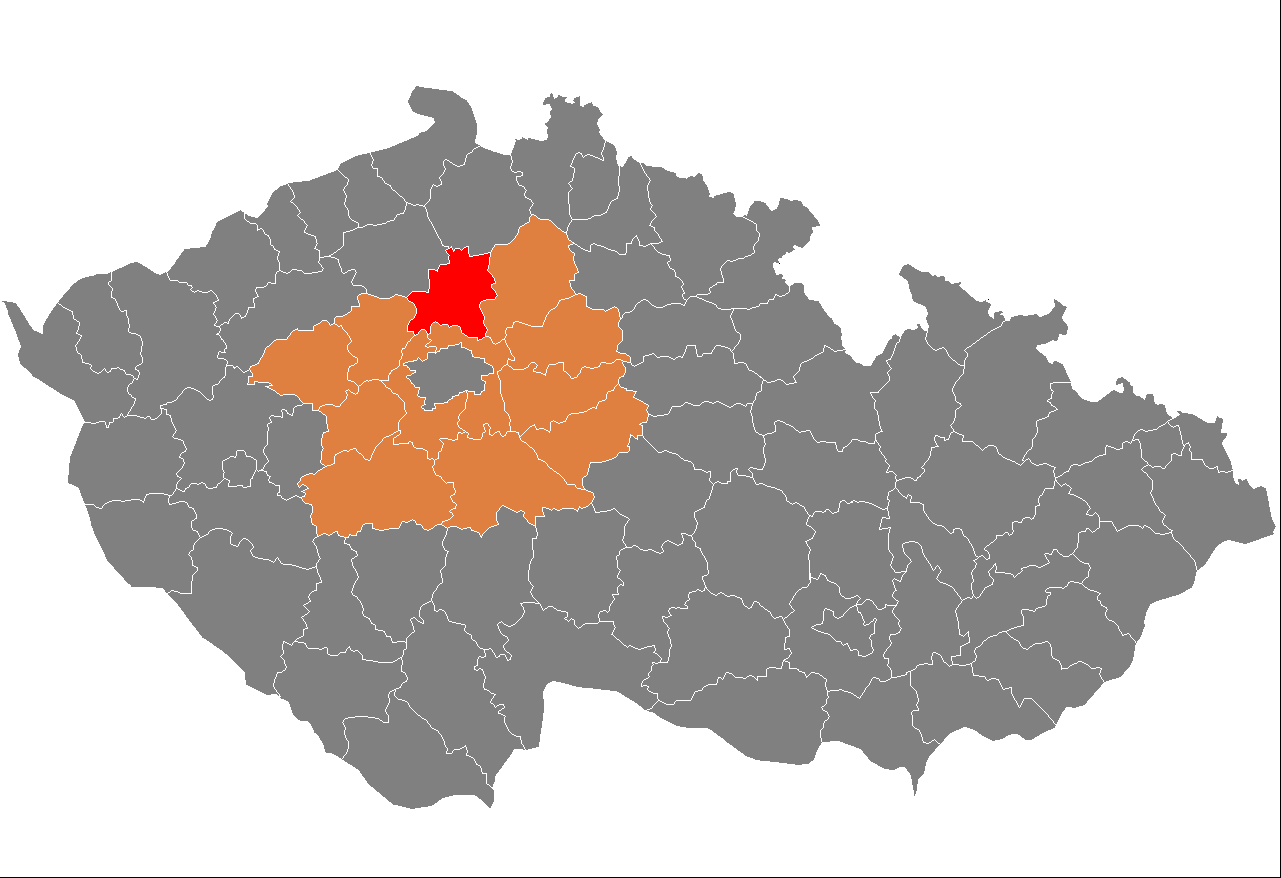

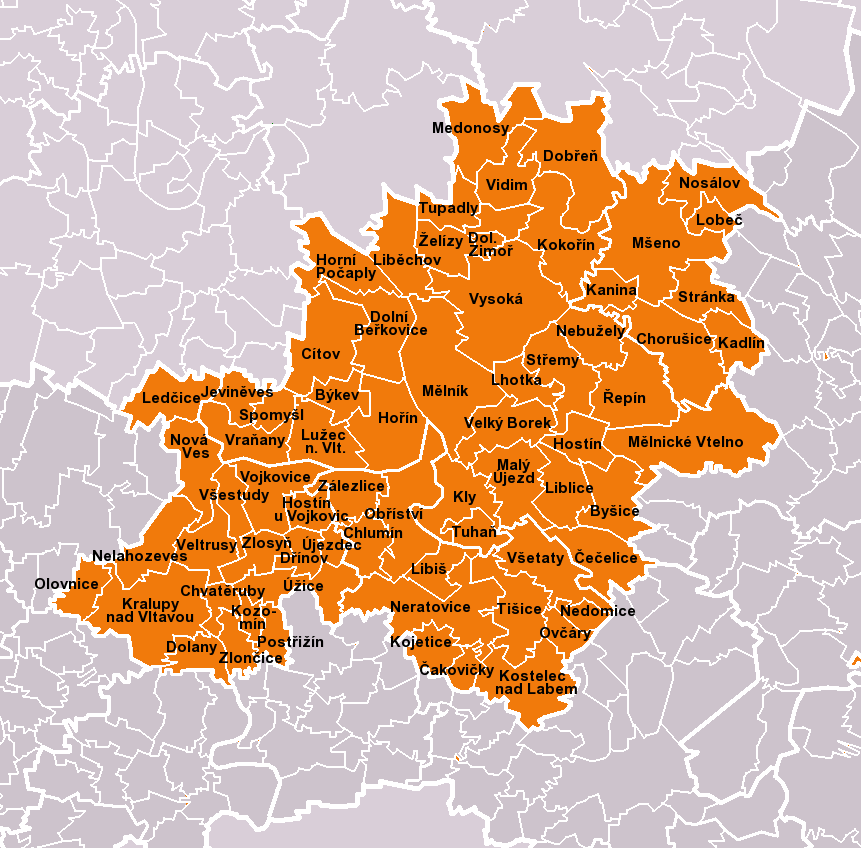

50°21′07″N 14°28′29″E / 50.35194°N 14.47472°E
梅爾尼克縣（捷克語：Okres Mělník），是捷克的縣份，位於該國中部，由中波希米亞州負責管轄，首府設於梅爾尼克，面積701平方公里，2007年人口95,802，人口密度每平方公里137人。